# Зовнішнє освітлення

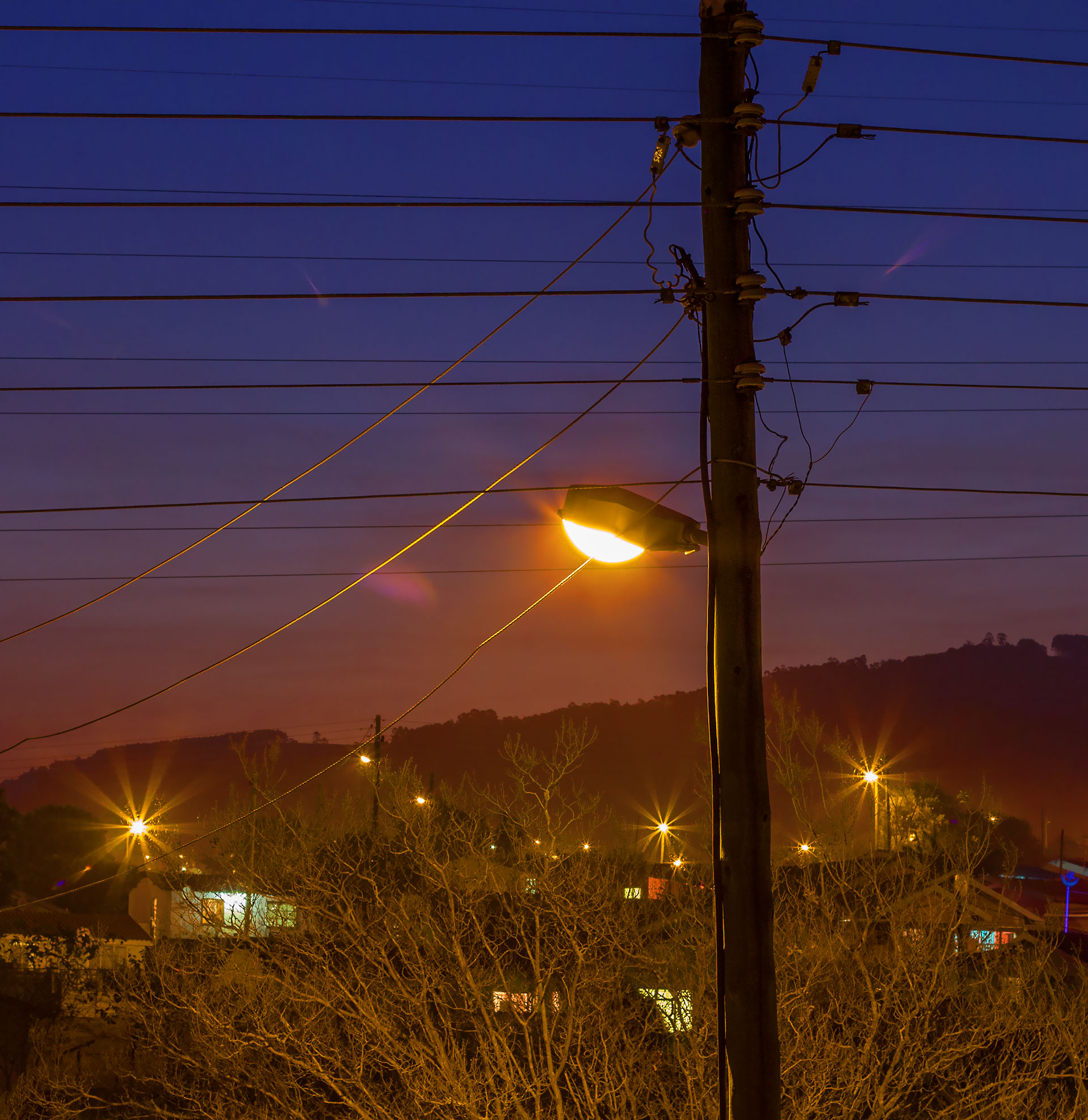
Вуличне освітлення, ПАР

Зовнішнє освітлення (ЗО) — освітлення вулично-дорожньої мережі, житлових кварталів та масивів, парків, або територій будь-яких інших об'єктів, за допомогою штучних джерел світла, перетворенням електричної енергії на світлову.

## Історія
Вуличне освітлення існувало ще в давнину. Антіохія на Оронті мала вуличне освітлення (Libanios, Or. 11, 267), яке, за словами Амміана Марцелліна, «перевершувало денне сяйво» (14, 1, 9). У середні віки використовували соснову стружку та лампи, які спалювали олію або жир. У 16 столітті великі міста мали рудиментарне вуличне освітлення, яке часто складалося зі світильників. У великих містах, таких як Лейпциг, їх встановлювали на висоті людини на розі будинків площ і вулиць. У надзвичайних ситуаціях каструлі мали розпалювати самі громадяни.
Перше встановлення вуличних ліхтарів у Парижі було здебільшого за ініціативи Людовика XIV, щоб краще контролювати те, що відбувається на вулицях. Освітлення смоляними каструлями, запроваджене в 16 столітті, виявилося недостатнім. 2 вересня 1667 року в Парижі було запроваджено комплексне освітлення вулиць. Ліхтарі прикріплювали до будинків або ліхтарних стовпів. Наприкінці XVII століття масляні лампи використовувалися для освітлення важливих вулиць Парижа. Приклад Франції наслідували Лондон у 1668 році, Амстердам у 1669 році та Берлін у 1679 році. Дрогобич отримав привілей на освітлення вулиць «скельною олією» з ХVІ ст.
У Відні перший указ про освітлення вулиць і площ був виданий 24 лютого 1687 року. У результаті 17 лойових свічок поставили на Dorotheergasse. Лише через рік весь центр міста було освітлено 2000 лампами.
На початку XVIII століття Дрезден, Франкфурт-на-Майні та Базель також запровадили вуличне освітлення в 1721 році, і більшість інших великих міст наслідували цей приклад протягом століття.
3 листопада 1731 року в Мюнхені було встановлено перше так зване «міське освітлення». У перші кілька років як паливо використовувався тваринний жир, а в грудні 1850 року в старому місті було встановлено перші 1000 газових ліхтарів. Рапсову олію та нафту почали використовувати далі в 19 столітті. Незважаючи на погану світловіддачу, ріпакова олія використовувалася для освітлення цілих вулиць. У місцях, де немає заправок, використовували гасові ліхтарі.
Починаючи з 19 століття, для освітлення використовували імпортовані з Нідерландів вуличні ліхтарі Яна ван дер Гейдена, що працюють на китовому жирі. У той час китовий жир в основному використовувався для живлення вуличного освітлення в розвинених містах. У Берліні була створена спеціальна компанія для людей з обмеженими можливостями, яка обслуговувала та обслуговувала заклад. У 19 столітті світильники оснащувалися відбивачами і вивішувалися посеред вулиці. З появою міського газу в 1824 році в Лондоні було засновано Імперську континентальну газову асоціацію з метою освітлення газом усіх великих європейських міст.[11] Для цього газ добували з вугілля на газових заводах і по мережі труб направляли до вуличних ліхтарів (канделябрів). Це газове світло було представлено в Дрездені в 1828 році.
Винахід Вернера фон Сіменса в 1866 році генерувати електроенергію за допомогою динамо-машини дозволив працювати з електричними освітлювальними приладами, які були розроблені в той же час. У 1879 році Вернер Сіменс встановив перше електричне вуличне освітлення в Берліні. Хоча електрику використовували для освітлення наприкінці 19 століття (наприклад, у Парижі в 1878 році), газове освітлення частково збереглося в деяких європейських містах. Перше постійне електричне вуличне освітлення в Німеччині було введено в експлуатацію Зігмундом Шукертом 7 червня 1882 року в Нюрнберзі. Він наказав встановити три ліхтарі в пішохідній зоні між Йозефсплац і Кайзерштрассе. 20 вересня 1882 року Потсдамську площу в Берліні було освітлено. Верхньоавстрійське місто Штайр освітлювало свої вулиці (спочатку лише тимчасово) з 2 серпня по 30 вересня 1884 року під час Штайрської електротехнічної виставки, а місто Шайббс запровадило перше постійне вуличне освітлення k.u.k. монархія. 12 листопада 1884 року в угорському місті Темешвар, нині Тімішоара в Румунії, було введено електричне освітлення. Першим містом у Сполучених Штатах, яке успішно продемонструвало електричне освітлення, був Клівленд, штат Огайо, з 12 електричними ліхтарями навколо системи вулиць Public Square Road 29 квітня 1879 року. Вобаш, штат Індіана, запалив 4 дугові лампи Brush, кожна потужністю 3000 свічок, підвішені над будівлею суду 2 лютого 1880 року, зробивши міську площу «яскравою, як опівдні».
Близько 1900 року існувало два типи вуличного освітлення: газове та електричне. Через його легку доступність і набутий до того досвід багато міст і муніципалітетів віддали перевагу газовому освітленню навіть після Другої світової війни. Тільки поява на ринку нових джерел освітлення призвела до відходу від газових ламп, а пізніше — від ртутних і натрієвих ламп високого тиску. У багатьох містах перехід відбувався поступово, на новозбудованих або раніше не освітлених вулицях встановлювали електричні ліхтарі, але існуючі газові ліхтарі в старій частині міста спочатку зберігалися. У 2000-х роках частка газових ламп у Німеччині впала нижче одного відсотка і продовжує зменшуватися, хоча в деяких містах намагаються зберегти принаймні частину газових ламп, що залишилися, як пам'ятники. Подальший розвиток зосереджений на використанні світлодіодної технології, а лампи та системи освітлення стають більш ефективними, щоб зменшити витрати на обслуговування та енергію.
Єдиним нагадуванням про Альберта Шпеєра в Берліні є двораменні канделябри OWA, включно з канделябрами на Кайзердаммі та в Шарлоттенбурзьких воротах.

## Функції зовнішнього освітлення
Зовнішнє штучне освітлення міста, одночасно виконує естетичне, екологічне й економічне завдання, тому що є одним з найважливіших елементів його благоустрою та архітектурно-художнього оформлення. Забезпечення світлового затишку у вечірній і нічний час, досягається за рахунок раціонально обраних кількісних й якісних характеристик штучного освітлення, що регламентуються нормами.
Освітлення міст передбачає нормовану величину — яскравість, або освітленість поверхонь дорожніх покриттів. Норми регламентують значення яскравості (освітленості) дорожніх покриттів, залежно від інтенсивності руху транспорту, визначають припустимі величини нерівномірності розподілу яскравості поверхнею дорожнього покриття в поздовжньому й поперечному напрямках, а також припустиме значення характеристики сліпучої дії вуличних світильників. Ці обмеження, є граничними значеннями характеристик якості освітлення. Оскільки зовнішнє освітлення міст, є елементом середовища перебування містян, то воно може впливати на їхнє повсякденне життя. Залежно від характеристик освітлювальних установок, останні мають позитивний і негативний вплив на якість життя громадян і навколишнє середовище. До негативного, відносять так зване «світлове забруднення» міського середовища.
«Світлове забруднення» — це ефект, що створюється освітлювальними установками, які крім освітлення зон, для яких вони призначені, додатково освітлюють інші, прилеглі зони. Наприклад, світильники зовнішнього освітлення або освітлювальні прилади спортивних споруд, площ, архітектурних об'єктів, освічують фасади прилеглих будинків і вікна житлових будинків, що порушує спокій мешканців. У рекомендаціях МКО є обмеження рівнів вертикальної освітленості, створюваної випромінюванням освітлювальних приладів вуличного й архітектурного освітлення, що проникає крізь вікна будинків. Ці обмеження, знайшли відбиток й у дійсних в Україні, нормах природного й штучного освітлення.
Розсіяне світло світильників дуже впливає на навколишнє середовище, створенням, як дискомфорту для жителів, так і забрудненням нічного небосхилу через випромінювання частки світлового потоку у верхню півсферу (Світлова завіса над містом ускладнює роботу, наприклад, астрономів і льотчиків, крім того, свідчить про перевитрату електричної енергії на зовнішнє освітлення).

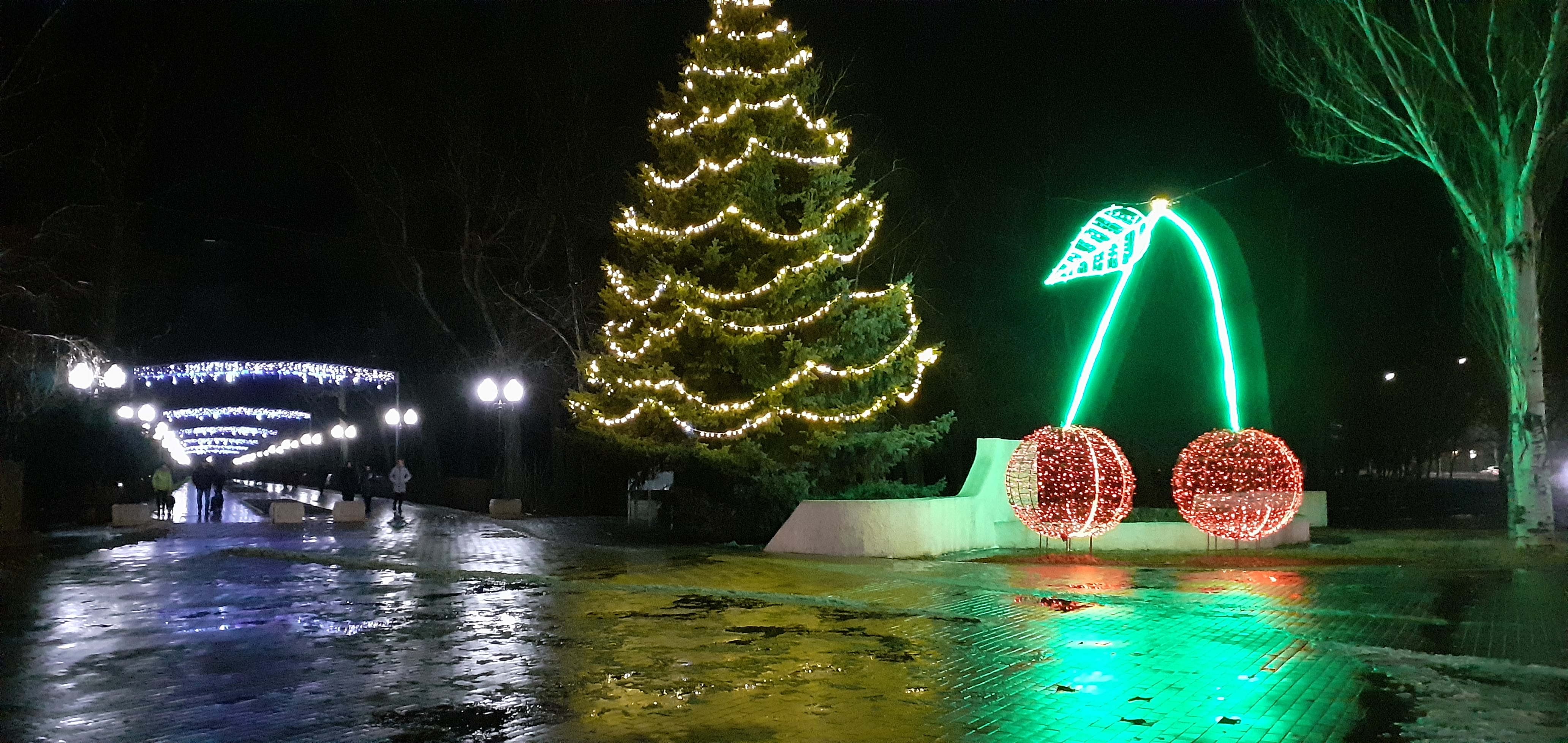
Черешня здавна є символом Мелітополя. На фото — світлова інсталяція у центрі міста

Великим, є естетичний вплив освітлювальних установок на нічне й денне обличчя міста. Уночі, підсвічування будинків, ансамблів і пам'ятників поліпшує їхній архітектурний вигляд і сприятливо впливає на їхнє сприйняття.
Нарешті, зовнішнє освітлення, чи-то: освітлення вулиць, площ, пішохідних зон, зон відпочинку й розваг, позитивно впливає на відчуття свободи й безпеки громадян.

## Основні визначення
Об'єкти зовнішнього освітлення — електричне та допоміжне обладнання й електромережі (у тому числі, лінії електропередачі напругою до 1000 В, апаратура диспетчерського зв'язку, автоматика та телемеханіка), що забезпечують належну роботу, згідно з державними стандартами, технічними умовами та нормами, вуличного, об'єктного та архітектурно-декоративного освітлення.
Утримання об'єктів зовнішнього освітлення — роботи пов'язані з обслуговуванням та забезпеченням належної дії таких об'єктів, згідно державних стандартів, технічних умов та норм.
Світлоточка — місце перетворення електричної енергії на світлову у мережах зовнішнього освітлення.
Замовник робіт з утримання об'єктів зовнішнього освітлення — власник або балансоутримувальник об'єктів зовнішнього освітлення, що здійснює відбір виконавця на роботи з їх утримання, або виконує завдання виконавця, самостійно.
Виконавець робіт з утримання об'єктів зовнішнього освітлення — організація, підприємство або установа незалежно від форми власності, що виконує роботи з утримання об'єктів зовнішнього освітлення, має відповідне устаткування та обладнання, і здійснює свою діяльність згідно чинного законодавства України.

## Установка приладів ЗО

Металева опора зовнішнього освітлення з оголовником на два світильники

Освітлювальні прилади зовнішнього освітлення (світильники, прожектори) можна встановлювати на спеціально призначених для такого освітлення опорах, а також на опорах повітряних ліній до 1 кВ, опорах контактної мережі електрифікованого міського транспорту всіх видів струмів напругою до 600 В, стінах і перекриттях будівель і споруд, щоглах (у тому числі щоглах блискавковідводів, які стоять окремо), технологічних естакадах, майданчиках технологічних установок і димових труб, парапетах та огородженнях мостів і транспортних естакад, на металевих, залізобетонних та інших конструкціях будівель і споруд незалежно від відмітки їх розташування, можна підвішувати їх на тросах, укріплених на стінах будівель та опорах, а також установлювати на рівні землі та нижче.
Установлювати світильники зовнішнього освітлення на опорах ПЛ до 1 кВ слід:
- під час обслуговування світильників з телескопічних вишок з ізолювальною ланкою, як правило, вище проводів ПЛ або на рівні нижчих проводів ПЛ у разі розміщення світильників і проводів ПЛ з різних боків опори. Відстань по горизонталі, від світильника до найближчого проводу ПЛ, повинна бути не менше ніж 0,6 м;
- під час обслуговування світильників з використанням інших засобів нижче проводів ПЛ. Відстань по вертикалі від світильника до проводу ПЛ (у просвітлі) повинна бути не менше ніж 0,2 м, відстань по горизонталі від світильника до опори (у просвітлі) повинна бути не більше ніж 0,4 м.

Під час підвішування світильників на тросах, потрібно вживати заходів для запобігання розгойдуванню світильників під дією вітру.
Над проїзною частиною вулиць, доріг і площ, світильники слід установлювати на висоті не менше ніж 6,5 м.
Над контактною мережею трамвая, світильники треба встановлювати на висоті не менше ніж 8 м до головки рейки, над контактною мережею тролейбуса на висоті не менше ніж 9 м від рівня проїзної частини. Відстань по вертикалі від проводів ліній вуличного освітлення до поперечок контактної мережі або підвішених до поперечок ілюмінаційних гірлянд повинна бути не менше ніж 0,5 м.
Над бульварами та пішохідними доріжками, світильники слід встановлювати на висоті не менше ніж 3 м.
Найменша висота встановлення освітлювальних приладів для освітлення газонів і фасадів будинків і споруд та для декоративного освітлення не обмежується за умови, що буде дотримано вимоги 6.1.15. Правил улаштування електроустановок.
Встановлювати освітлювальні прилади у заглибленнях нижче рівня землі, дозволяється за наявності дренажних або інших аналогічних пристроїв, для видалення води з приямків.
Для освітлення транспортних розв'язок, міських та інших площ, світильники можна встановлювати на опорах висотою 20 м і більше за умови забезпечення гарантії вжиття заходів для безпеки їх обслуговування (наприклад, опускання світильників, улаштування майданчиків, використання вишок тощо).
Допускається розміщувати світильники в парапетах і огородженнях мостів і естакад з негорючих матеріалів на висоті 0,9-1,3 м над проїзною частиною за умови захисту їх від дотику до струмопровідних частин світильників.
Опори установок освітлення площ, вулиць, доріг слід розташовувати на відстані не менше ніж 1 м від лицьової грані бортового каменю до зовнішньої поверхні цоколю опори на магістральних вулицях і дорогах з інтенсивним транспортним рухом і на відстані не менше ніж 0,6 м на інших вулицях, дорогах і площах. Цю відстань, дозволяється зменшувати до 0,3 м за умови відсутності маршрутів міського транспорту та вантажних машин. Якщо немає бортового каменю, відстань від кромки проїзної частини до зовнішньої поверхні цоколю опори повинна бути не менше ніж 1,75 м.
На територіях промислових підприємств, відстань від опори зовнішнього освітлення до проїзної частини рекомендується брати не менше ніж 1 м. Допускається зменшувати цю відстань до 0,6 м.
Опори освітлення вулиць і доріг, які мають розподільні смуги шириною 4 м і більше, можна встановлювати по центру розподільних смуг.
На вулицях і дорогах, які мають кювети, допускається встановлювати опори за кюветом, якщо відстань від опори до найближчої межі проїзної частини не перевищує 4 м.
Опора не повинна розміщуватися між пожежним гідрантом і проїзною частиною.
Опори на перетинах і примиканнях вулиць і доріг рекомендується встановлювати на відстані не менше ніж 1,5 м від початку закруглення тротуарів, не порушуючи лінії встановлювання опор.
Опори зовнішнього освітлення на інженерних спорудах (мостах, шляхопроводах, транспортних естакадах тощо) слід встановлювати у створі огородження у сталевих станинах або фланцях, які прикріплюють до елементів інженерної споруди.
Опори для світильників освітлення алей і пішохідних доріг слід встановлювати за межами пішохідної частини.
Світильники на вулицях і дорогах з рядковим насадженням дерев, треба встановлювати поза кронами дерев на подовжених кронштейнах, спрямованих у бік проїзної частини вулиці, або слід використовувати тросове підвішування світильників.

## Виконання мереж ЗО

Металева опора зовнішнього освітлення вулиць